# Mahlon Dickerson
Mahlon Dickerson (17 de abril de 1770 - 5 de outubro de 1853) foi um juiz e político americano. Ele era o irmão do governador de Nova Jérsei Philemon Dickerson.

## Carreira
Ele foi admitido na ordem e ingressou na prática privada em Morristown, Nova Jersey de 1793 a 1794, e de 1794 a 1796. Ele era um soldado da Milícia Destacada de Nova Jersey, Segundo Regimento de Cavalaria em 1794, durante a rebelião do uísque. Ele continuou a prática privada na Filadélfia, Pensilvânia, de 1797 a 1810. Ele foi um minerador e fabricante de ferro no Condado de Morris, Nova Jersey, de 1810 a 1853. Ele atuou como juiz do Tribunal do Prefeito em Filadélfia. Ele foi membro do Conselho Comum da Filadélfia em 1799. Ele era um comissário de falência para o Estado da Pensilvânia em 1802. Ele era ajudante-geral para a Pensilvânia de 1805 a 1808. Ele era gravador cidade de Filadélfia de 1808 a 1810. Foi membro da Assembleia Geral de Nova Jersey de 1811 a 1813 Ele foi juiz da Suprema Corte de Nova Jersey de 1813 a 1815. Ele foi repórter da Suprema Corte de Nova Jersey de 1813 a 1814. Ele foi o 7º governador de Nova Jersey de 1815 a 1817.

### Serviço do Congresso
Dickerson foi eleito um republicano democrata (posteriormente republicano de Crawford e democrata Jacksonian) de New Jersey para o Senado dos Estados Unidos em 1816. Ele foi reeleito em 1823 e serviu de 4 de março de 1817 a 30 de janeiro de 1829, quando ele demitiu-se. Ele foi imediatamente reeleito para preencher a vaga causada pela renúncia do senador dos Estados Unidos Ephraim Bateman e serviu de 30 de janeiro de 1829 a 3 de março de 1833. Ele foi presidente do Comitê do Senado dos Estados Unidos na Biblioteca para o 15º Congresso dos Estados Unidos, Presidente do Comitê de Comércio e Manufatura do Senado dos Estados Unidos, do 16º ao 18º Congresso dos Estados Unidos, e Presidente do Comitê de Manufatura do Senado dos Estados Unidos, do 19º ao 22º Congresso dos Estados Unidos.

### Carreira posterior
Dickerson foi vice-presidente do Conselho Legislativo de Nova Jersey em 1833. O presidente Andrew Jackson inicialmente o nomeou ministro para a Rússia, o que Dickerson aceitou apenas para descobrir, em sua chegada a Washington D.C., que Jackson decidiu torná-lo o 10º Estados Unidos Secretário da Marinha em 1834. Ele foi renomeado pelo presidente Martin Van Buren e serviu de junho de 1834 a junho de 1838.
Dickerson foi um delegado à Convenção Constitucional de Nova Jersey em 1844.

### Serviço judicial federal
Dickerson foi nomeado pelo presidente Martin Van Buren em 14 de julho de 1840 para uma cadeira no Tribunal Distrital dos Estados Unidos do Distrito de Nova Jersey, desocupada pelo juiz William Rossell. Ele foi confirmado pelo Senado dos Estados Unidos em 21 de julho de 1840 e recebeu sua comissão em 23 de julho de 1840. Seu serviço terminou em 16 de fevereiro de 1841, devido à sua renúncia.